# Кријел на Мору
Кријел на Мору (фр. Criel-sur-Mer) насеље је и општина у северној Француској у региону Горња Нормандија, у департману Приморска Сена која припада префектури Дјеп.
По подацима из 2011. године у општини је живело 2780 становника, а густина насељености је износила 131,63 становника/km². Општина се простире на површини од 21,12 km². Налази се на средњој надморској висини од 15 метара (максималној 106 m, а минималној 0 m).

## Демографија
| 1962. | 1968. | 1975. | 1982. | 1990. | 1999. | 2011. |
| ----- | ----- | ----- | ----- | ----- | ----- | ----- |
| 1.769 | 1.927 | 2.108 | 2.155 | 2.452 | 2.670 | 2.780 |

График промене броја становника у току последњих година